# Ixora chinensis
Ixora chinensis är en måreväxtart som beskrevs av Jean-Baptiste de Lamarck. Ixora chinensis ingår i släktet Ixora och familjen måreväxter. Inga underarter finns listade i Catalogue of Life.